# Ісмаїл (присілок)
Ісмаї́л (рос. Исмаил, марій. Исмаил) — присілок у складі Марі-Турецького району Марій Ел, Росія. Входить до складу Марійського сільського поселення.

## Населення
Населення — 73 особи (2010; 95 у 2002).
Національний склад (станом на 2002 рік):
- татари — 99 %